# Jihoafrická hokejová reprezentace
Jihoafrická hokejová reprezentace patří od roku 1937 mezi národní reprezentace v ledním hokeji. Jižní Afrika byla jediným africkým členem Mezinárodní federace ledního hokeje až do roku 1998, kdy vznikla Namibijská hokejová federace. Mužský tým se pohybuje okolo čtyřicátého místa ve světovém žebříčku. Reprezentaci řídí Jihoafrická federace ledního hokeje.

## Mistrovství světa v ledním hokeji
| MS        | Úroveň       | Místo turnaje         | Umístění                            | Celkově                             |
| --------- | ------------ | --------------------- | ----------------------------------- | ----------------------------------- |
| MS – 1961 | Skupina C    | Švýcarsko             | 5. místo                            | 19. místo                           |
| MS – 1966 | Skupina C    | Jugoslávie            | 3. místo                            | 19. místo                           |
| MS – 1992 | Skupina C2   | Jihoafrická republika | 2. místo                            | 28. místo                           |
| MS – 1993 | Skupina C    | Slovinsko             | 12. místo                           | 32. místo                           |
| MS – 1994 | Skupina C2   | Španělsko             | 8. místo                            | 35. místo                           |
| MS – 1995 | Skupina C2   | Jihoafrická republika | 8. místo                            | 37. místo                           |
| MS – 1998 | Skupina D    | Jihoafrická republika | 5. místo                            | 37. místo                           |
| MS – 1999 | Skupina D    | Jihoafrická republika | 5. místo                            | 37. místo                           |
| MS – 2000 | Skupina D    | Island                | 4. místo                            | 37. místo                           |
| MS – 2001 | Divize II A  | Španělsko             | 4. místo                            | 36. místo                           |
| MS – 2002 | Divize II A  | Jihoafrická republika | 5. místo                            | 37. místo                           |
| MS – 2003 | Divize II A  | Jižní Korea           | 5. místo                            | 38. místo                           |
| MS – 2004 | Divize II B  | Litva                 | 6. místo                            | 40. místo                           |
| MS – 2005 | Divize III   | Mexiko                | 2. místo                            | 42. místo                           |
| MS – 2006 | Divize II A  | Bulharsko             | 6. místo                            | 40. místo                           |
| MS – 2007 | Divize III   | Irsko                 | 4. místo                            | 44. místo                           |
| MS – 2008 | Divize III   | Lucembursko           | 2. místo                            | 42. místo                           |
| MS – 2009 | Divize II B  | Bulharsko             | 6. místo                            | 40. místo                           |
| MS – 2010 | Divize III B | Arménie               | 3. místo                            | 44. místo                           |
| MS – 2011 | Divize III   | Jihoafrická republika | 2. místo                            | 42. místo                           |
| MS – 2012 | Divize II B  | Bulharsko             | 6. místo                            | 39. místo                           |
| MS – 2013 | Divize III   | Jihoafrická republika | 1. místo                            | 41. místo                           |
| MS – 2014 | Divize II B  | Španělsko             | 5. místo                            | 39. místo                           |
| MS – 2015 | Divize II B  | Jihoafrická republika | 6. místo                            | 40. místo                           |
| MS – 2016 | Divize III   | Turecko               | 2. místo                            | 42. místo                           |
| MS – 2017 | Divize III   | Bulharsko             | 5. místo                            | 45. místo                           |
| MS – 2018 | Divize III   | Jihoafrická republika | 5. místo                            | 45. místo                           |
| MS – 2019 | Divize III   | Bulharsko             | 6. místo                            | 46. místo                           |
| MS – 2020 | Divize III B | Jihoafrická republika | Zrušeno z důvodu pandemie covidu-19 | Zrušeno z důvodu pandemie covidu-19 |
| MS – 2021 | Divize III B | Jihoafrická republika | Zrušeno z důvodu pandemie covidu-19 | Zrušeno z důvodu pandemie covidu-19 |
| MS – 2022 | Divize III B | Jihoafrická republika | 1. místo                            | 42. místo                           |
| MS – 2023 | Divize III A | Jihoafrická republika | 3. místo                            | 43. místo                           |
| MS – 2024 | Divize III A | Kyrgyzstán            | 5. místo                            |                                     |